# Сент-Ендрюс (Манітоба)
Сент-Ендрюс (англ. St. Andrews) — сільський муніципалітет в Канаді, у провінції Манітоба.

## Населення

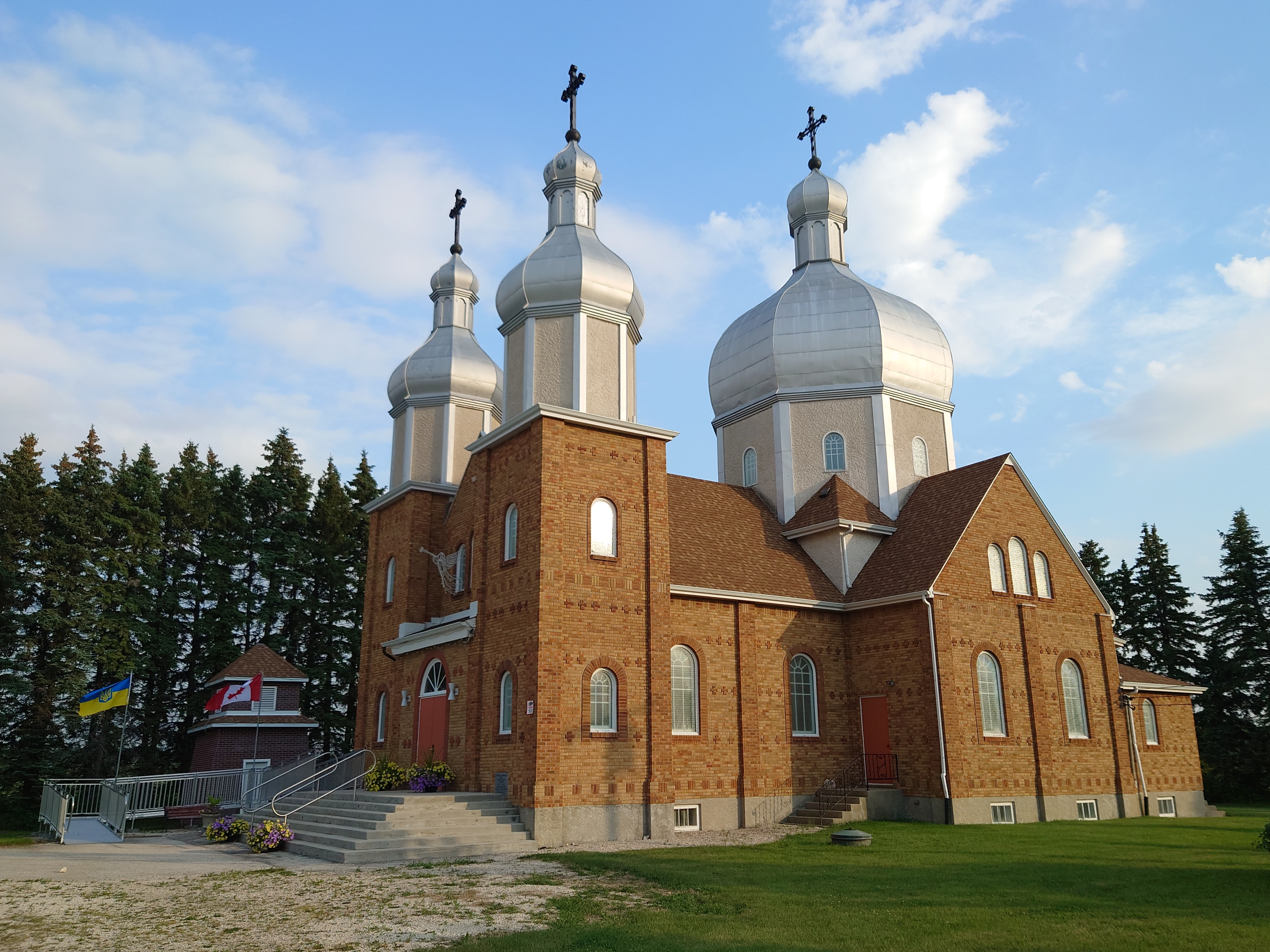
Українська церква Покрови, 1958—1960

За даними перепису 2016 року, сільський муніципалітет нараховував 11913 жителів, показавши зростання на 0,3%, порівняно з 2011-м роком. Середня густина населення становила 15,8 осіб/км².
З офіційних мов обидвома одночасно володіли 630 жителів, тільки англійською — 11 250, а 25 — жодною з них. Усього 1,160 осіб вважали рідною мовою не одну з офіційних, з них 15 — одну з корінних мов, а 190 — українську.
Працездатне населення становило 70,4% усього населення, рівень безробіття — 4,7% (5,7% серед чоловіків та 3,8% серед жінок). 84,8% були найманими працівниками, 14,5% — самозайнятими.
Середній дохід на особу становив $49 862 (медіана $41 271), при цьому для чоловіків — $57 612, а для жінок $41 680 (медіани — $50 368 та $33 397 відповідно).
32,7% мешканців мали закінчену шкільну освіту, не мали закінченої шкільної освіти — 16,6%, 50,7% мали післяшкільну освіту, з яких 29,6% мали диплом бакалавра, або вищий, 40 осіб мали вчений ступінь.
| Статево-вікова структура населення | Статево-вікова структура населення | Статево-вікова структура населення | Статево-вікова структура населення | Статево-вікова структура населення |
| ---------------------------------- | ---------------------------------- | ---------------------------------- | ---------------------------------- | ---------------------------------- |
|                                    |                                    |                                    |                                    |                                    |
| Всього                             | Всього                             | 51,4%48,6%                         |                                    |                                    |
| 0 — 14 років                       | 0 — 14 років                       |                                    | 15,6%                              | 15,6%                              |
| 15 — 64 років                      | 15 — 64 років                      |                                    | 68,8%                              | 68,8%                              |
| 65 і більше                        | 65 і більше                        |                                    | 15,5%                              | 15,5%                              |
| 85 і більше                        | 85 і більше                        |                                    | 0,7%                               | 0,7%                               |
| Середній вік (років)               | Середній вік (років)               | 41,942,0                           | 42,0                               | 42,0                               |
| Медіана (років)                    | Медіана (років)                    | 45,445,5                           | 45,5                               | 45,5                               |
| — чоловіки — жінки                 |                                    |                                    |                                    |                                    |

| Походження мешканців:     | Походження мешканців:     | Походження мешканців: | Походження мешканців: | Походження мешканців: |
| ------------------------- | ------------------------- | --------------------- | --------------------- | --------------------- |
| Походження                |                           |                       | осіб                  | %                     |
| Корінні американці        | Корінні американці        |                       | 1 750                 | 14.89%                |
| Інше північноамериканське | Інше північноамериканське |                       | 2 320                 | 19.74%                |
| Європейське               | Європейське               |                       | 10 450                | 88.94%                |
| британське                | британське                |                       | 5 040                 | 42.89%                |
| французьке                | французьке                |                       | 1 440                 | 12.26%                |
| українське                | українське                |                       | 3 855                 | 32.81%                |
| Карибське                 | Карибське                 |                       | 60                    | 0.51%                 |
| Латинськоамериканське     | Латинськоамериканське     |                       | 55                    | 0.47%                 |
| Африканське               | Африканське               |                       | 35                    | 0.3%                  |
| Азійське                  | Азійське                  |                       | 250                   | 2.13%                 |

| Зайнятість населення за галузями (за класифікацією NOC): | Зайнятість населення за галузями (за класифікацією NOC): | Зайнятість населення за галузями (за класифікацією NOC): | Зайнятість населення за галузями (за класифікацією NOC): | Зайнятість населення за галузями (за класифікацією NOC): |
| -------------------------------------------------------- | -------------------------------------------------------- | -------------------------------------------------------- | -------------------------------------------------------- | -------------------------------------------------------- |
|                                                          |                                                          |                                                          |                                                          |                                                          |
| Управління                                               | Управління                                               |                                                          | 12,8%                                                    | 12,8%                                                    |
| Бізнес, фінанси та адміністрування                       | Бізнес, фінанси та адміністрування                       |                                                          | 16,7%                                                    | 16,7%                                                    |
| Природничі та прикладні науки                            | Природничі та прикладні науки                            |                                                          | 4,5%                                                     | 4,5%                                                     |
| Охорона здоров'я                                         | Охорона здоров'я                                         |                                                          | 7,9%                                                     | 7,9%                                                     |
| Освіта, правозахист, муніципальні та урядові служби      | Освіта, правозахист, муніципальні та урядові служби      |                                                          | 11%                                                      | 11%                                                      |
| Мистецтво, культура, відпочинок та спорт                 | Мистецтво, культура, відпочинок та спорт                 |                                                          | 1,7%                                                     | 1,7%                                                     |
| Роздрібна торгівля та послуги                            | Роздрібна торгівля та послуги                            |                                                          | 18,5%                                                    | 18,5%                                                    |
| Гуртова торгівля, транспорт та обладнання                | Гуртова торгівля, транспорт та обладнання                |                                                          | 22%                                                      | 22%                                                      |
| Природні ресурси, сільське господарство                  | Природні ресурси, сільське господарство                  |                                                          | 2%                                                       | 2%                                                       |
| Виробництво                                              | Виробництво                                              |                                                          | 3%                                                       | 3%                                                       |

## Населені пункти
До складу сільського муніципалітету входять місто Селкірк, село Данноттар, а також хутори, інші малі населені пункти та розосереджені поселення.

## Клімат
Середня річна температура становить 2,2°C, середня максимальна – 23,2°C, а середня мінімальна – -25,5°C. Середня річна кількість опадів – 523 мм.
| Клімат поселення                              | Клімат поселення | Клімат поселення | Клімат поселення | Клімат поселення | Клімат поселення | Клімат поселення | Клімат поселення | Клімат поселення | Клімат поселення | Клімат поселення | Клімат поселення | Клімат поселення | Клімат поселення |
| Показник                                      | Січ.             | Лют.             | Бер.             | Квіт.            | Трав.            | Черв.            | Лип.             | Серп.            | Вер.             | Жовт.            | Лист.            | Груд.            |                  |
| Середній максимум, °C                         | −12,72           | −8,63            | −1,14            | 9,31             | 17,81            | 22,99            | 23,17            | 22,67            | 16,72            | 9,67             | −0,32            | −10,43           |                  |
| Середня температура, °C                       | −19,1            | −15              | −7,5             | 2,94             | 11,43            | 16,63            | 19,06            | 18,57            | 12,60            | 5,57             | −4,41            | −14,53           |                  |
| Середній мінімум, °C                          | −25,49           | −21,39           | −13,9            | −3,41            | 5,05             | 10,27            | 14,96            | 14,46            | 8,50             | 1,46             | −8,54            | −18,64           |                  |
| Норма опадів, мм                              | 17               | 10               | 20               | 23               | 54               | 98               | 88               | 79               | 53               | 41               | 22               | 18               |                  |
| Середньомісячна швидкість вітру, м/с          | 3.90             | 3.80             | 4.00             | 4.10             | 4.20             | 3.80             | 3.48             | 3.60             | 4.00             | 4.30             | 4.20             | 3.96             |                  |
| Середньомісячна сонячна радіація, кДж/м²·день | 4318             | 7682             | 12654            | 17251            | 20091            | 21021            | 21463            | 18242            | 12484            | 7410             | 4164             | 3193             |                  |
| --------------------------------------------- | ---------------- | ---------------- | ---------------- | ---------------- | ---------------- | ---------------- | ---------------- | ---------------- | ---------------- | ---------------- | ---------------- | ---------------- | ---------------- |
| Джерело:                                      |                  |                  |                  |                  |                  |                  |                  |                  |                  |                  |                  |                  |                  |